# Arrondissement Mont-de-Marsan
Mont-de-Marsan is een arrondissement van het Franse departement Landes in de regio Nouvelle-Aquitaine. De onderprefectuur is Mont-de-Marsan.

## Kantons
Het arrondissement was samengesteld uit de volgende kantons:
- Kanton Aire-sur-l'Adour
- Kanton Gabarret
- Kanton Geaune
- Kanton Grenade-sur-l'Adour
- Kanton Hagetmau
- Kanton Labrit
- Kanton Mimizan
- Kanton Mont-de-Marsan-Nord
- Kanton Mont-de-Marsan-Sud
- Kanton Morcenx
- Kanton Parentis-en-Born
- Kanton Pissos
- Kanton Roquefort
- Kanton Sabres
- Kanton Saint-Sever
- Kanton Sore
- Kanton Villeneuve-de-Marsan

Door het decreet van 18 februari 2014 is de samenstelling sinds 2015 als volgt:
- Kanton Adour Armagnac
- Kanton Chalosse Tursan
- deel Kanton Côte d'Argent
- Kanton Grands Lacs
- Kanton Haute Lande Armagnac
- Kanton Mont-de-Marsan-1
- Kanton Mont-de-Marsan-2
- deel Kanton Pays morcenais tarusate